# رادانووتسی
رادانووتسی (به لاتین: Radanovci) یک منطقهٔ مسکونی در بوسنی و هرزگوین است که در لیونو واقع شده‌است.